# Jamu Mare
Jamu Mare là một xã thuộc hạt Timiș, România. Dân số thời điểm năm 2002 là 3324 người.